# テル・サーミ語
テル・サーミ語（テル・サーミご、Ter Sami） は、サーミ諸語の最東部に位置する言語である。伝統的にコラ半島北東部で話されてきた。しかし現在は消滅寸前である。2004年の話者数は10人、2010年の話者数は2人である。